# Hanno Sahlmann
Hanno Sahlmann (* in Hamburg) ist ein deutscher theoretischer Physiker, der sich mit Schleifenquantengravitation befasst.

## Leben
Sahlmann studierte an der Universität Göttingen bis zum Diplom 1999. Seine Promotion schloss er 2002 an der Universität Potsdam ab (Coupling Matter to Loop Quantum Gravity). Als Post-Doktorand war er am Max-Planck-Institut für Gravitationsphysik in Potsdam/Golm, wo er schon seine Dissertation bei Thomas Thiemann angefertigt hatte, an der Pennsylvania State University, dem Spinoza-Institut in Utrecht und 2008 am Karlsruher Institut für Technologie tätig. 2010 wurde er Professor an der Friedrich-Alexander-Universität Erlangen-Nürnberg.

## Forschung
Sahlmann erkannte um 2000, dass sich die Eindeutigkeit der Quantisierungsregeln der Schleifenquantengravitation zeigen ließ, der Beweis zog sich aber mehrere Jahre hin und wurde 2006 veröffentlicht (von Ashtekar LOST-Resultat genannt). Unabhängig von Sahlmann war dies Christian Fleischhack in einer 2004 eingereichten Arbeit gelungen.
Mit Thomas Thiemann und O. Winkler schlug er eine semiklassische Annäherung an die Raum-Zeit ausgehend von der Schleifenquantengravitation vor.
2005 erhielt er den Physik-Preis der Akademie der Wissenschaften zu Göttingen für seine wichtigen Beiträge zur Schleifenquantengravitation.

## Schriften
- Loop quantum gravity, in: Jeff Murugan, Amanda Weltman, George F. R. Ellis (Hrsg.): Foundations of space and time. Reflections on quantum gravity, Cambridge UP 2012, S. 185–210, Arxiv